# Sidney Drew

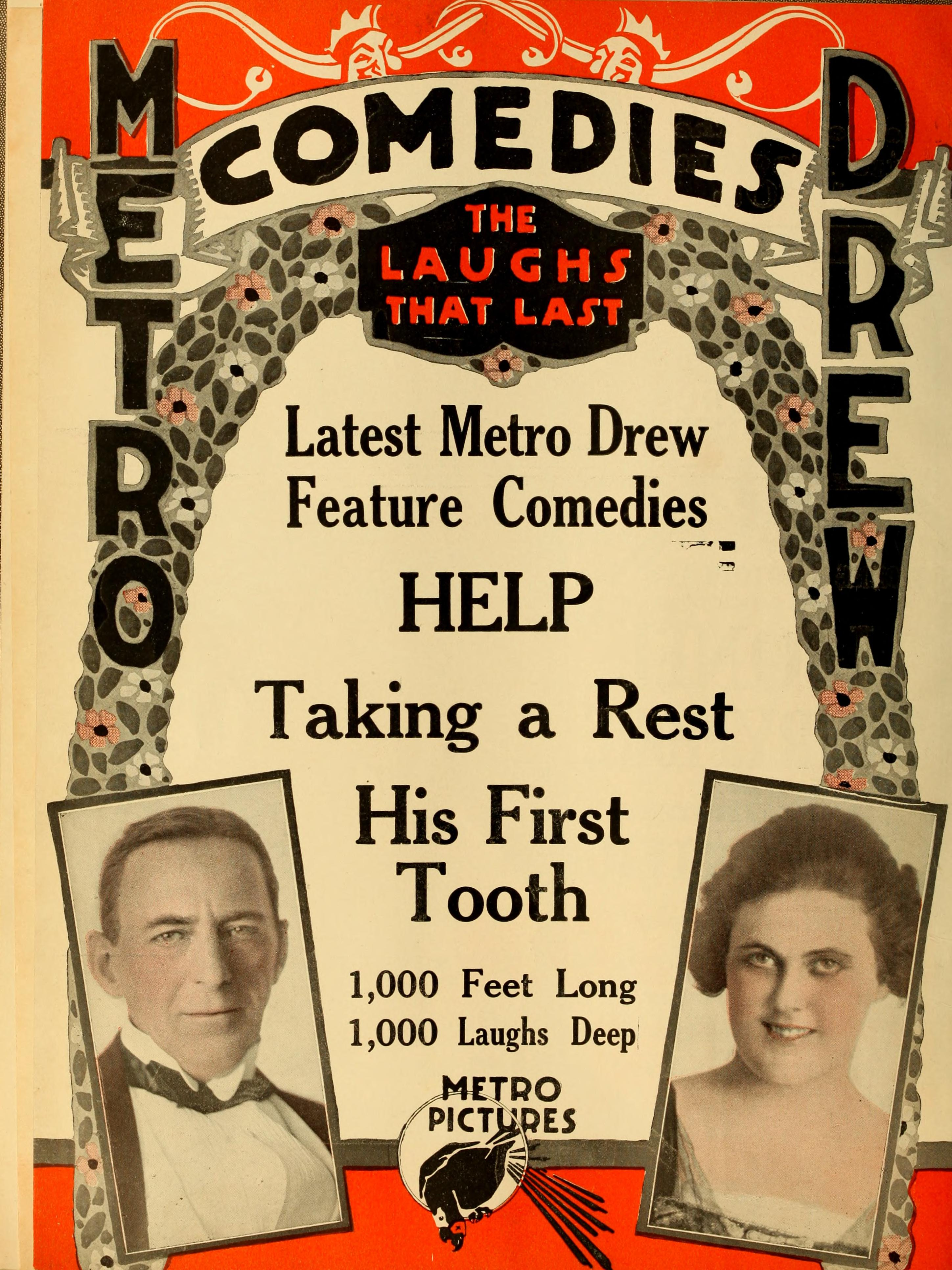
Anuncio (1916)

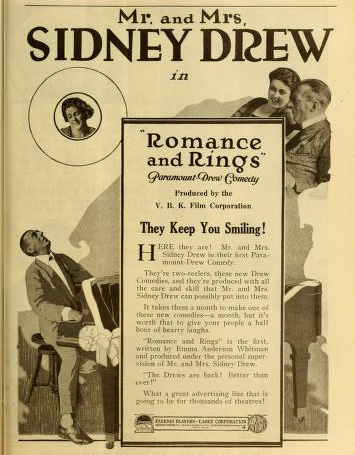
Romance and Rings (1919)

Sidney Drew (28 de agosto de 1863 – 9 de abril de 1919), o Mr. Sidney Drew, como solía aparecer en los créditos, fue un actor teatral y cinematográfico estadounidense, que habitualmente actuaba en equipo con sus esposas formando el dúo Mr. & Mrs. Sidney Drew.

## Biografía
Nacido en la ciudad de Nueva York, su nombre completo era Sidney White Drew, y era tío de los actores Lionel, Ethel y John Barrymore. 
Se ha especulado mucho sobre sus orígenes. La madre de Drew Louisa Lane Drew decía que le había adoptado tras producirse la muerte de su marido, John Drew, en 1862. Los investigadores han especulado sobre la posibilidad de que Sidney fuera hijo biológico de Louisa Lane, y que el padre fuera su difunto marido o un amante. Se hizo notar que ella desapareció del país durante un tiempo, antes de reaparecer en Filadelfia con su hijo Sidney.
Sidney Drew interpretó, en compañía de su esposa Gladys Rankin (hacia 1874 – 9 de enero de 1914), la primera Mrs. Sidney Drew, primeros papeles masculinos, habitualmente personajes de buen corazón. El matrimonio entró en el cine como equipo formando parte de la Kalem Company en 1911, aunque consiguiendo sus mayores éxitos cuando pasaron a Vitagraph en 1913. Gladys Rankin Drew falleció al poco tiempo de entrar en Vitagraph, por causas no conocidas. Sidney Drew se emparejó durante un breve tiempo con Clara Kimball Young, con la cual Drew actuó en una sátira de los melodramas, Goodness Gracious; or, Movies as they Shouldn't Be (1914), dirigida por el marido de Clara, James Young.
Posteriormente Drew se casó con Lucile McVey (1890–1925), una guionista de Vitagraph que trabajó brevemente con el nombre de Jane Morrow. Sidney Drew trabajó con su nueva esposa en sus comedias, apareciendo McVey como guionista y codirectora. El equipo, conocido como Mr. & Mrs. Sidney Drew, perfeccionó el estilo de comedia de situación iniciado por John Bunny y Flora Finch. Se trataba usualmente de una sátira suave sobre la vida matrimonial, aunque también se refería al mundo del espectáculo. Sidney fue el único director de dos largometrajes, la innovadora comedia A Florida Enchantment (1914), en la cual Edith Storey interpretaba al principal personaje femenino, y el drama Playing Dead (1915), el único intento de los Drew en rodar un film "serio".
En 1916 el matrimonio fue convencido por Louis B. Mayer para trabajar para la recién fundada compañía Metro, en la cual siguieron dominando el campo de la comedia marital. Durante la Primera Guerra Mundial, el hijo de Sidney Drew, el actor y director S. Rankin Drew, murió en combate. Drew nunca llegó a recuperarse de la pérdida. Tras ello dejó la Metro y firmó contrato con V.B.K. Sin embargo, Sidney Drew falleció de manera súbita en Nueva York, a causa de una insuficiencia renal aguda, el 9 de abril de 1919. Lucile McVey Drew murió en 1925, a causa de un cáncer, a los 35 años de edad. 
Mr. y Mrs. Sidney Drew tienen una estrella en el Paseo de la Fama de Hollywood, en el 6901 de Hollywood Boulevard, por su actividad cinematográfica.